# Fondamente
Fondamente (okzitanisch: Fondamenta) ist ein Ort und eine südfranzösische Gemeinde mit 335 Einwohnern (Stand: 1. Januar 2022) im Département Aveyron in der Region Okzitanien (zuvor Midi-Pyrénées). Fondamente gehört zum Arrondissement Millau und zum Kanton Causses-Rougiers. Die Einwohner werden Fondamentois genannt.
Zur Gemeinde gehört die Ortschaft Saint-Maurice-de-Sorgues.

## Lage
Fondamente liegt etwa 24 Kilometer südsüdöstlich von Millau im Südwesten der historischen Provinz Rouergue am Sorgues. Umgeben wird Fondamente von den Nachbargemeinden Saint-Beaulize im Norden, Cornus im Osten, Le Clapier im Südosten, Ceilhes-et-Rocozels im Süden, Montagnol im Südwesten sowie Marnhagues-et-Latour im Westen.

## Bevölkerungsentwicklung
| Jahr                       | 1962 | 1968 | 1975 | 1982 | 1990 | 1999 | 2006 | 2019 |
| Einwohner                  | 442  | 361  | 302  | 295  | 316  | 303  | 277  | 334  |
| Quellen: Cassini und INSEE |      |      |      |      |      |      |      |      |

## Sehenswürdigkeiten
- Kirche Saint-Pierre aus dem 12. Jahrhundert
- alte Brücke in Saint-Maurice aus dem 18. Jahrhundert

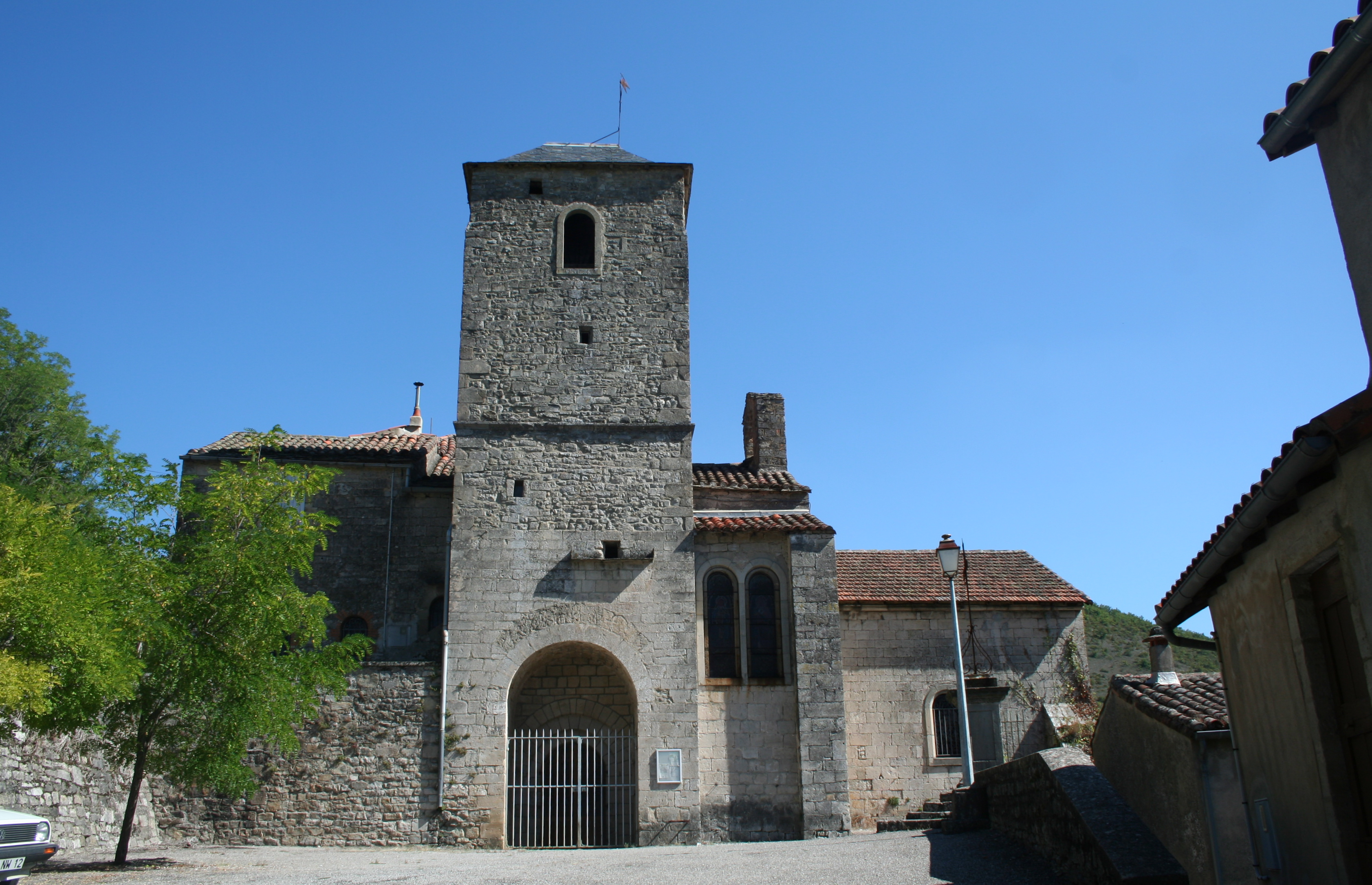
Kirche Saint-Pierre
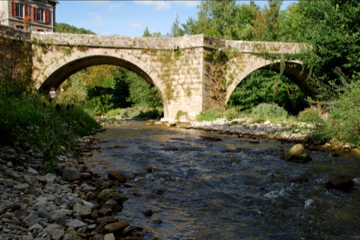
Alte Brücke von Saint-Maurice-de-Sorgues